# Christoph Strasser
Christoph Strasser, né le 4 novembre 1982 à Leoben, est un coureur cycliste d'ultra distance autrichien. Il est notamment sextuple vainqueur et détenteur du record de la traversée la plus rapide de la Race Across America et vainqueur de la Transcontinental Race en 2022 et 2023.
Depuis juillet 2021, il détient le record de distance en 24 heures à vélo, avec 1 026,215 km réalisés sur le circuit de Zeltweg.

## Biographie
Il commence la pratique du VTT à l'âge de 18 ans. En 2002, il participe à sa première épreuve de cyclisme de 24 heures. En 2005, à l'âge de 22 ans, il devient le plus jeune athlète à participer et à terminer la Race Across the Alps. Les années suivantes, il gagne de nombreuses courses de plus de 24 heures.

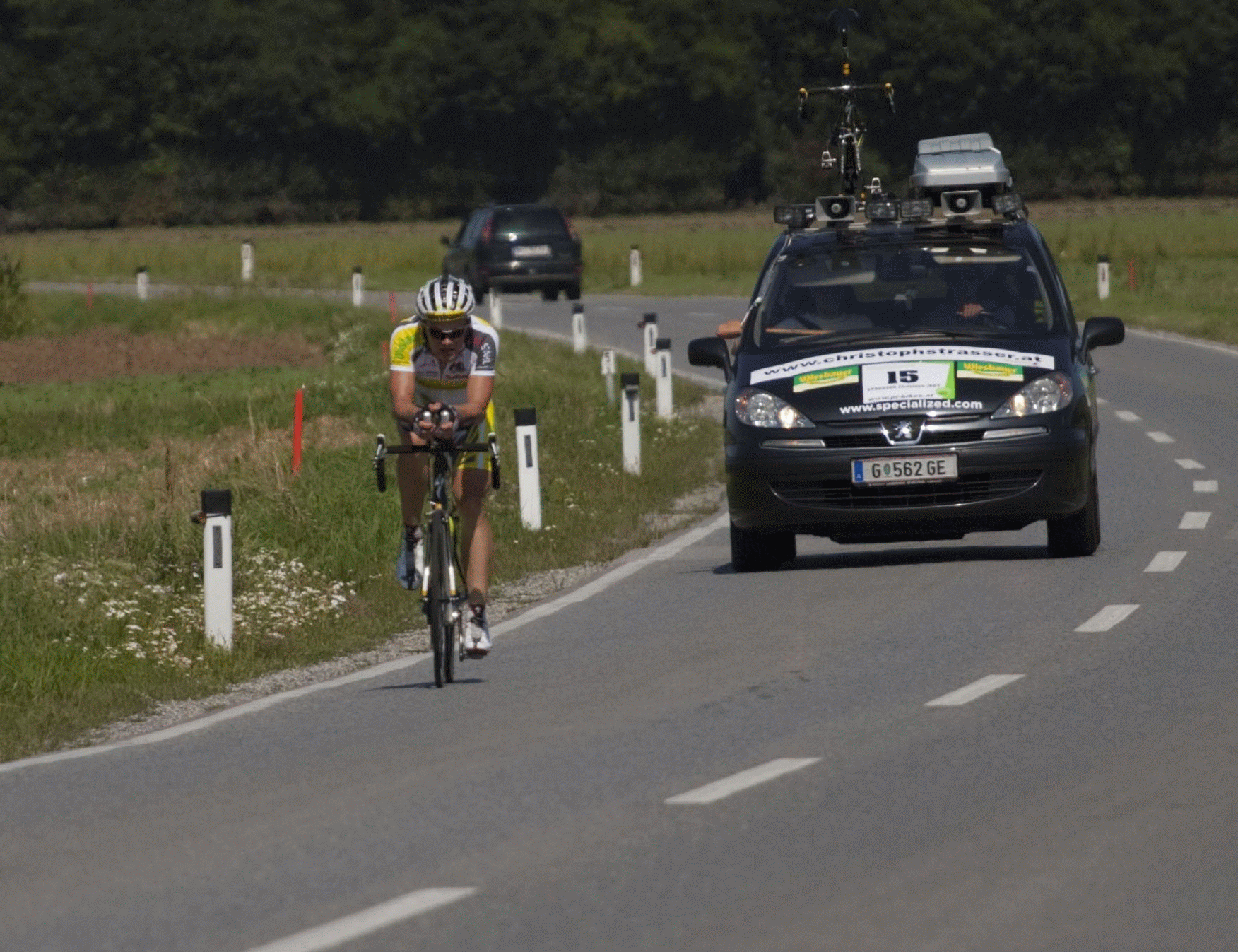
Strasser lors de la Race Around Austria en 2010

En 2007, en parcourant 950 km en 24 heures, il réalise le nouveau record autrichien de distance sur cette durée. La même année, il devient le plus jeune champion du monde d'ultra distance à seulement 25 ans.
En 2009, lors de sa première tentative de la Race Across America, il doit abandonner après 2 400 km à cause de problèmes de santé, alors qu'il occupe alors la quatrième place.
Le 24 juin 2011, il devient le troisième Autrichien à gagner la Race Across America.
En 2013, il gagne sa deuxième Race Across America en finissant la course en moins de huit jours (7 jours 22 heures 11 minutes), à une moyenne de 25,1 km/h, soit le nouveau record de la course.
En 2014, il gagne une nouvelle fois la Race Across America et bat son propre record en terminant la course en 7 jours 15 heures et 56 minutes, à une vitesse moyenne de 26,4 km/h.
Le 21 mars 2015, il établit le nouveau record de la plus grande distance parcouru en 24 heures sur un vélo de route, en parcourant 894,8 km sur l'ancien aéroport de Berlin-Tempelhof. Quelques mois plus tard, il est contraint à l'abandon lors de Race Across America 2015, après cinq jours de course à cause d'une infection pulmonaire.
Entre 2017 et 2019, après deux années sans succès, il gagne les trois éditions de la Race Across America, dont celle de 2019 marquée par la pluie, en 8 jours, 6 heures et 51 minutes,,.
Le 16 et 17 juillet 2021, il récupère son record de longue distance en 24 heures. Il devient la première personne à parcourir plus de 1 000 km à vélo en 24 heures, en parcourant 1 026,215 km à une vitesse moyenne de 42,75 km/h sur le circuit de Zeltweg, sous un temps pluvieux,.
Il gagne la Transcontinental Race no 8 le 3 août 2022 en 9 jours, 14 heures 0 minutes,. Il s'impose de nouveau sur cette course l'année suivante, cette fois en 8 jours, 16 heures 30 minutes.

## Palmarès
- 2007 
  - Champion du monde d'ultra cyclisme (Glocknerman - Ultra World Championship)

- 2009 
  - 2e place des 24 Heures du Mans vélo

- 2010 
  - Champion du monde d'ultra cyclisme (Glocknerman - Ultra World Championship)

- 2011 
  - 1re place de DOS-RAS Extreme
  - 1re place de Race Across America

- 2012 
  - 1re place de DOS-RAS Extreme
  - 2e place de Race Across America

- 2013 
  - 1re place de Race Across America

- 2014 
  - 1re place de Race Across America

- 2017 
  - 1re place de Race Across America

- 2018 
  - 1re place de Race Across America

- 2019
  - 1re place de Race Across America

- 2022
  - 1re place de la Transcontinental Race

- 2023
  - 1re place de la Transcontinental Race

## Sources
(en) Austrian Embassy, « Austrian Christoph Strasser », Ambassade d'Autriche (consulté le 16 juillet 2019).